# Waipatia
Famille
Genre
Espèces de rang inférieur
- Waipatia maerewhenua Fordyce, 1994
- Waipatia hectori (Benham, 1935)

Waipatia est un genre éteint de cétacés à dents ayant vécu durant la fin de l'Oligocène (Chattien) dans ce qui est actuellement la Nouvelle-Zélande et le sud-est de l'Australie.

## Taxonomie
L'espèce type, Waipatia maerewhenua, est connue à partir d'un seul crâne trouvé près de 45° Sud à Otago. La deuxième espèce, W. hectori, a été initialement nommée Microcetus hectori en 1935, mais sera plus tard reconnue comme distincte de Microcetus,. Le genre "Uncamentodon" a été officieusement inventé pour M. hectori dans un tableau de Rothausen dans un article publié en 1970, mais l'absence de diagnostic ou de description en fait de ce dernier un nomen dubium. En 2015, M. hectori a été reconnu comme une deuxième espèce du genre Waipatia sur la base de la préparation de matériel supplémentaire inclus dans l'holotype.